# أوموت مرعش
أوموت مرعش (ولد في 20 ديسمبر 1995) هو لاعب كرة قدم تركي محترف يلعب كظهير أيسر لنادي لوهافر الفرنسي.

## مسيرته الكروية
يوم 31 أغسطس عام 2018، انتقل إلى أوموت مرعش الي بورصة سبور بعد بضعة مواسم ناجحة مع بولو سبور .  ظهر لأول مرة مع بورصا سبور في مباراة 0-0 ضد اسطنبول باشاك شهير في 21 سبتمبر 2018. 
في أغسطس 2019 ، انضم أوموت ميرش إلى فريق لوهافر بعقد لمدة أربع سنوات. 

## مسيرته الدولية
سجل مرعش أول حضور دولي له مع منتخب تركيا ضد اليونان في 30 مايو 2019.

## روابط خارجية
- أوموت مرعش على موقع الاتحاد الدولي (مؤرشف)  (الإنجليزية)
- أوموت مرعش على موقع الاتحاد الأوربي (الإنجليزية)
- أوموت مرعش على موقع اتحاد تركيا (لاعب) (الإنجليزية)
- أوموت مرعش على موقع قاعدة بيانات كرة القدم.إي يو (الإنجليزية)
- أوموت مرعش على موقع ناشيونال فوتبول تيمز (الإنجليزية)
- أوموت مرعش على موقع Soccerway.com (الإنجليزية)
- أوموت مرعش على موقع عالم كرة القدم.نت (الإنجليزية)